# Tanjung Dalam (Lubuk Batang)
Tanjung Dalam is een bestuurslaag in het regentschap Ogan Komering Ulu van de provincie Zuid-Sumatra, Indonesië. Tanjung Dalam telt 1188 inwoners (volkstelling 2010).